# Glinka (województwo śląskie)
Glinka – wieś w Polsce położona w województwie śląskim, w powiecie żywieckim, w gminie Ujsoły.
W latach 1975–1998 miejscowość administracyjnie należała do województwa bielskiego.
W okresie międzywojennym w miejscowości stacjonowała placówka Straży Granicznej I linii „Glinka”.

## Części wsi
Integralne części wsi Glinka: Butorówka, Długi Groń, Drewniana, Jureczka, Koszarki, Kubieszówka, Kulówka, Mały Smereków, Pałom, Smerekówka, Solisko, Szymonów, Tajch, Wojniaczka, Worniczki, Zacerle, Zawodzie, Żebrakówka

## Położenie
Glinka położona jest w Beskidzie Żywieckim, w dolinie potoku Glinka. Zabudowania i pola uprawne Glinki zajmują doliny tego potoku i jego dopływów, oraz zbocza wznoszących się nad nimi wzniesień: Kotelnica (767 m), Kubieszówka (868 m), Glinka (929 m), Jaworzyna, Przełęcz Glinka, Magura (996 m), Solisko (1031 m), Butorówka (813 m) i Brejówka (743 m). Przez przełęcz Glinka oraz wznoszące się nad nią szczyty Glinka graniczy ze Słowacją, przez przełęcz tę prowadzi też droga z Glinki na Słowację.

## Turystyka i rekreacja

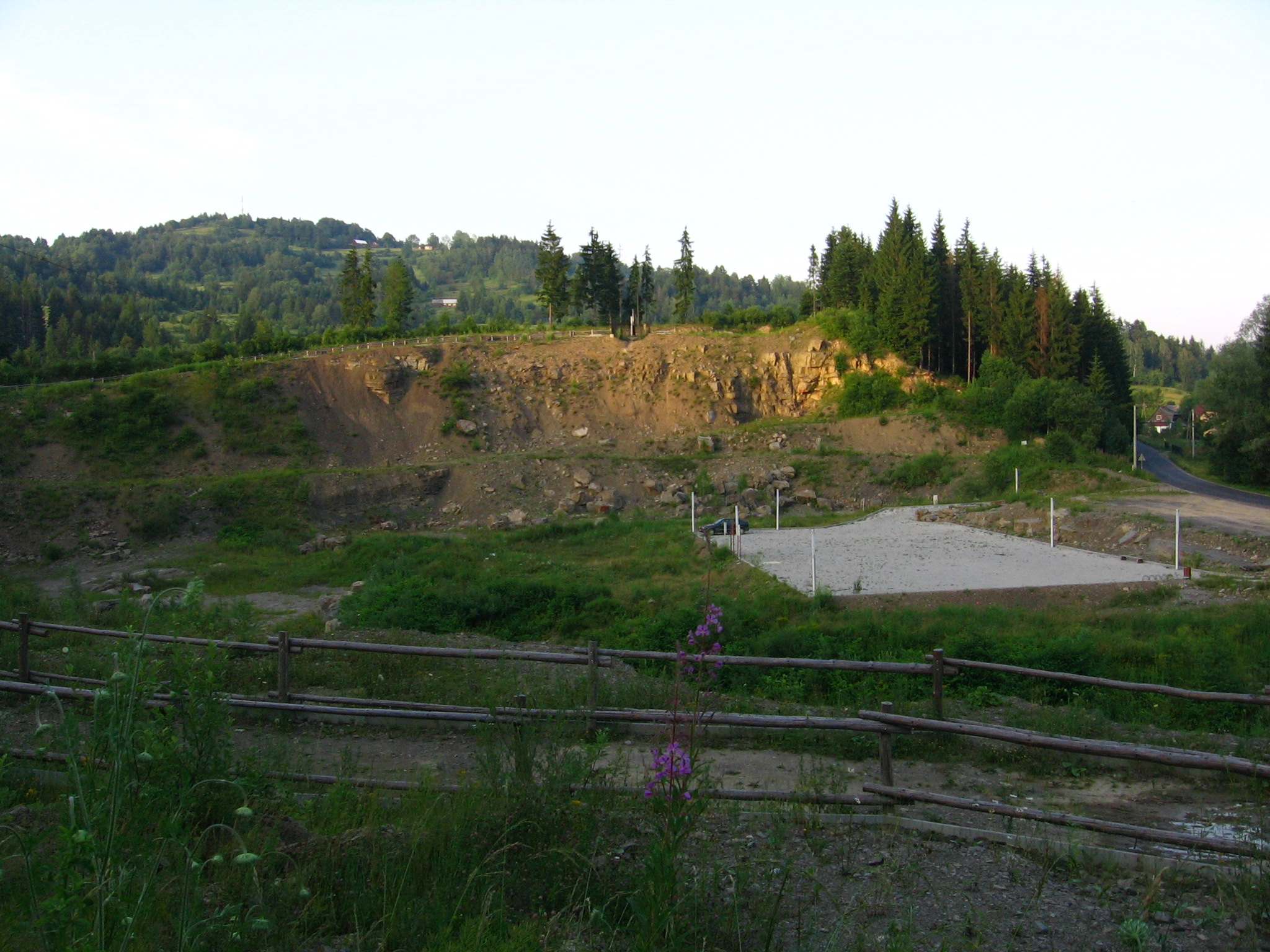
Wyrobisko kamieniołomu piaskowca w Glince

Położona wśród szczytów Beskidu Żywieckiego miejscowość ma duże walory turystyczne i infrastrukturę turystyczną. Przy drodze z Glinki na przełęcz Glinka wykonano dla turystów miejsce biwakowe z wiatą i stołami, zaś w miejscu kamieniołomu utworzono GEOPARK GLINKA, z licznymi atrakcjami dla turystów, jak basen, tyrolka nad całym kompleksem czy park linnowy. Istnieją gospodarstwa agroturystyczne zapewniające nocleg, a nocleg w górach zapewnia Bacówka PTTK na Krawcowym Wierchu. Z Glinki do tego schroniska wychodzi znakowany szlak turystyczny, drugi prowadzi na przełęcz Glinka i graniczne szczyty Beskidu Żywieckiego. 
Szlaki turystyczne
 Glinka PKS – Kubieszówka – Bacówka PTTK na Krawcowym Wierchu. 2 h, ↓ 1,5 h
 Glinka PKS – Soblówka – przełęcz Przysłop – Bacówka PTTK na Rycerzowej. @.40 h, ↓ 2.10 h